# Eglingen
Eglingen is een gemeente in het Franse departement Haut-Rhin (regio Grand Est) en telt 247 inwoners (1999). De plaats maakt deel uit van het arrondissement Altkirch.

## Geschiedenis

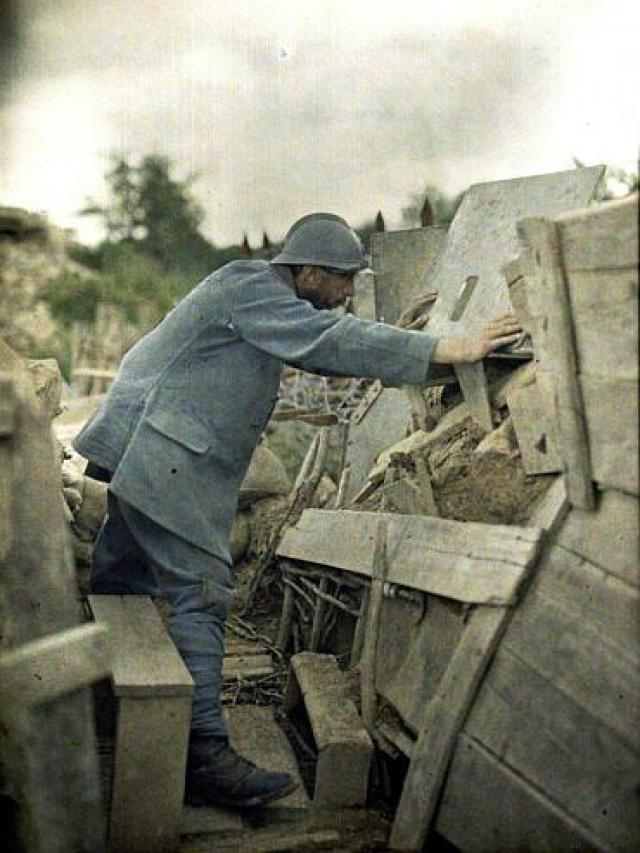
Franse soldaat op zijn observatiepost in Eglingen, in juni 1917.

Hoewel de strijd aan het Westfront tijdens de Eerste Wereldoorlog grotendeels op geallieerd grondgebied werd uitgevochten, bezetten de Franse troepen een deel van het zuidwesten van de Elzas, waardoor Eglingen aan de frontlijn kwam te liggen.
De plaats maakte deel uit van het kanton Altkirch] tot het op 1 januari 2015 overgegaan is naar het kanton Masevaux, dat op 24 februari 2021 werd hernoemd naar kanton Masevaux-Niederbruck.

## Geografie
De oppervlakte van Eglingen bedraagt 3,7 km², de bevolkingsdichtheid is 66,8 inwoners per km².
De onderstaande kaart toont de ligging van Eglingen met de belangrijkste infrastructuur en aangrenzende gemeenten.

## Demografie
Onderstaande figuur toont het verloop van het inwonertal (bron: INSEE-tellingen).